# Glenn Gould
Pour les articles homonymes, voir Gould.
Répertoire
- Variations Goldberg
- Le Clavier bien tempéré
- Partitas pour clavier

Glenn Gould, né le 25 septembre 1932 à Toronto (Ontario) et mort le 4 octobre 1982 dans la même ville, est un pianiste, compositeur, écrivain, homme de radio et réalisateur canadien.
Il est connu pour ses interprétations pianistiques du répertoire baroque, en particulier pour deux enregistrements des Variations Goldberg de Jean-Sébastien Bach, l'un ouvrant sa carrière en 1955 et l'autre la concluant en 1981.
Célèbre pour son style analytique, très précis et chantant, ainsi qu'une certaine excentricité, Glenn Gould abandonne sa carrière de concertiste dès 1964 et ne se produira plus jamais en public afin de se consacrer aux enregistrements en studio et à la production d'émissions de radio pour Radio-Canada.
Ayant ainsi réalisé un nombre considérable d'enregistrements, il livre un riche héritage artistique unique dans le paysage musical qui l'amène à être considéré comme l'un des pianistes marquants du XXe siècle.

## Biographie

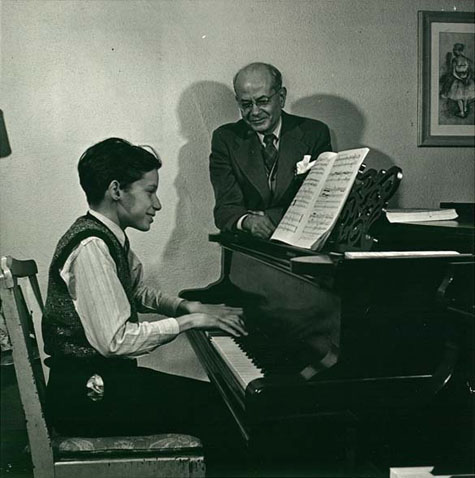
Glenn Gould et Alberto Guerrero vers 1945.

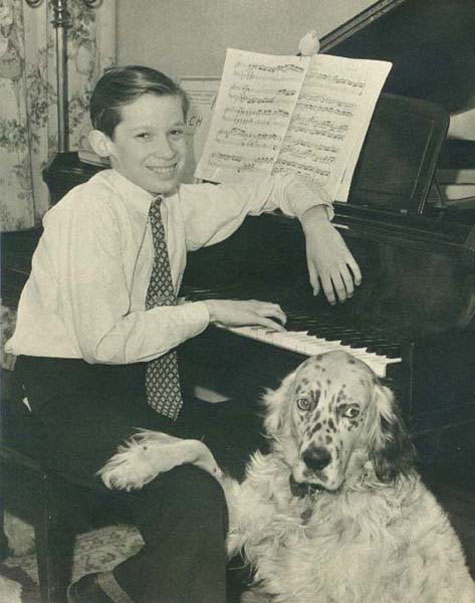
Glenn Gould chez lui, à Toronto, en février 1946, avec Nicky (Sir Nickolson of Garelocheed), son setter anglais, et Mozart, sa perruche.

### Origines familiales
Glenn Herbert Gould, né Gold,, est le fils de Russell Herbert Gold, violoniste amateur, et de Florence Grieg (lointaine parente du compositeur norvégien Edvard Grieg), pianiste, organiste et professeur de chant. Il grandit au sein d’une famille presbytérienne aux origines anglaise, écossaise et norvégienne. En 1939, au début de la seconde Guerre mondiale, le nom Gold fut changé en Gould afin que la famille ne soit pas la cible d’attaques à caractère antisémite (bien qu'il n'ait aucune origine juive), alors en hausse à Toronto. Glenn Gould en plaisanta à plusieurs reprises en disant par exemple : « Quand on me demande si je suis juif, je réponds toujours que je l’étais durant la guerre. »

### Formation
On découvre que Glenn Gould a l'oreille absolue à trois ans, puis il montre des prédispositions précoces pour le piano étant capable de transposer, composer et improviser. Il apprend le piano avec sa mère jusqu'à l'âge de dix ans avant de rejoindre le Conservatoire royal de musique de Toronto afin d'étudier le piano auprès d'Alberto Guerrero (1943–52), l'orgue auprès de Frederick Silvester (1942–49) et la théorie musicale auprès de Leo Smith (1940–47). Il est organiste d'église à onze ans et donne son premier concert professionnel à l'orgue en décembre 1945. Il fait sa première apparition publique au piano avec orchestre en 1946 et son premier récital professionnel l'année suivante, enchaînant avec des apparitions à la radio (1950), la télévision (1952) et son premier enregistrement commercial en 1953. Pendant cette période, il compose dans un style alternant entre le romantisme tardif et le dodécaphonisme de Schönberg.

### Carrière
En janvier 1955, il donne ses premiers concerts aux États-Unis, à Washington (Musée d'art moderne) et New York dans des programmes originaux comprenant Gibbons, Sweelinck, Bach, le dernier Beethoven (Hammerklavier), Berg (Sonate) et Webern (Variations, op. 27). Il est immédiatement identifié par son jeu très personnel et ses choix de programmation, comme un iconoclaste ou en français comme « excentrique ».
Alexander Schneider, membre du Quatuor de Budapest, rencontre David Oppenheim, patron de Columbia Masterworks. Celui-ci, après avoir écouté un enregistrement de Dinu Lipatti, s'exclame : « Pourquoi ne pouvons-nous pas en avoir un autre comme ça ? ». Schneider qui avait entendu Gould à Washington, répond : il y en a un, « une personne de Toronto, nommé Glenn Gould, qui est hélas un peu fou, mais il a un effet hypnotique remarquable au piano ». Il signe un contrat avec la firme CBS. Il a vingt-deux ans. Son premier disque des Variations Goldberg de juin 1955 dans les studios CBS de New York, publié en janvier 1956 est acclamé tant par la critique que le public, et lui apporte la renommée internationale. Karajan le réclame pour Berlin et Salzbourg et même Khrouchtchev veut l'entendre à Moscou. Cette interprétation d'une vélocité et d'une clarté de voix hors du commun et hors des modes de l'époque, contribue notablement à son succès. Resté une référence absolue, cet enregistrement fait toujours partie des meilleures ventes du catalogue CBS/Sony. Suivent vingt-cinq ans de collaboration fidèle entre Gould et le label discographique, même après sa décision de ne plus se produire en public.
De 1955 à 1964, il donne de nombreux concerts, essentiellement sur le continent nord-américain, avec les plus célèbres chefs et interprètes (Dimitri Mitropoulos, Leonard Bernstein, Yehudi Menuhin, entre autres). Lors de trois tournées entre 1957 et 1959, il se produit en récitals dans les grandes capitales en URSS, en Israël et en Europe de l'Ouest, notamment à Londres, à Stockholm, à Berlin sous la direction d'Herbert von Karajan et à Salzbourg avec Mitropoulos (et l'Orchestre du Concertgebouw d'Amsterdam).
À partir de 1961, il réduit ses apparitions publiques et ne prend aucun engagement au-delà de l'année 1964. En 1962, il fait part à son entourage de sa fatigue de devoir se produire devant des auditoires distraits, qui toussent ou attendent la fausse note. Sans tournée d'adieu ni annonce préalable, Gould donne son dernier concert au Wilshire Ebell Theater de Los Angeles le 10 avril 1964. Il interprète quatre fugues de L'Art de la Fugue, la 4e partita de Bach, la 30e sonate de Beethoven et la 3e sonate d'Hindemith. Il quitte définitivement la scène à l'âge de 32 ans pour se consacrer exclusivement aux média électroniques : enregistrements en studio, réalisation d'émissions de radio et de télévision. Se succèdent, outre ses disques pour CBS, sept documentaires pour la CBC ou d'autres productions. Notamment les Chemins de la musique (1974, pour la télévision française avec le documentariste Bruno Monsaingeon et qui sera renommé ultérieurement Glenn Gould, l'alchimiste), et une série de trois films intitulés Glenn Gould Plays Bach (1979–81). En avril 1966, Gould publie un article dans High Fidelity Magazine, « L'enregistrement et ses perspectives » (p. 46-63), pour s'en expliquer.
C'est lors de la diffusion de 1974 des Chemins de la musique, en début de soirée sur les trois chaînes de télévision en grève, qu'en France, Gould se fait admettre au rang qui lui revient : « un des génies de l'interprétation moderne ».
En juin 1982, il entame une nouvelle carrière de direction d'orchestre, en enregistrant le Siegfried Idyll de Richard Wagner. En septembre, paraît la nouvelle version de ses Variations Goldberg.

### Derniers jours et postérité

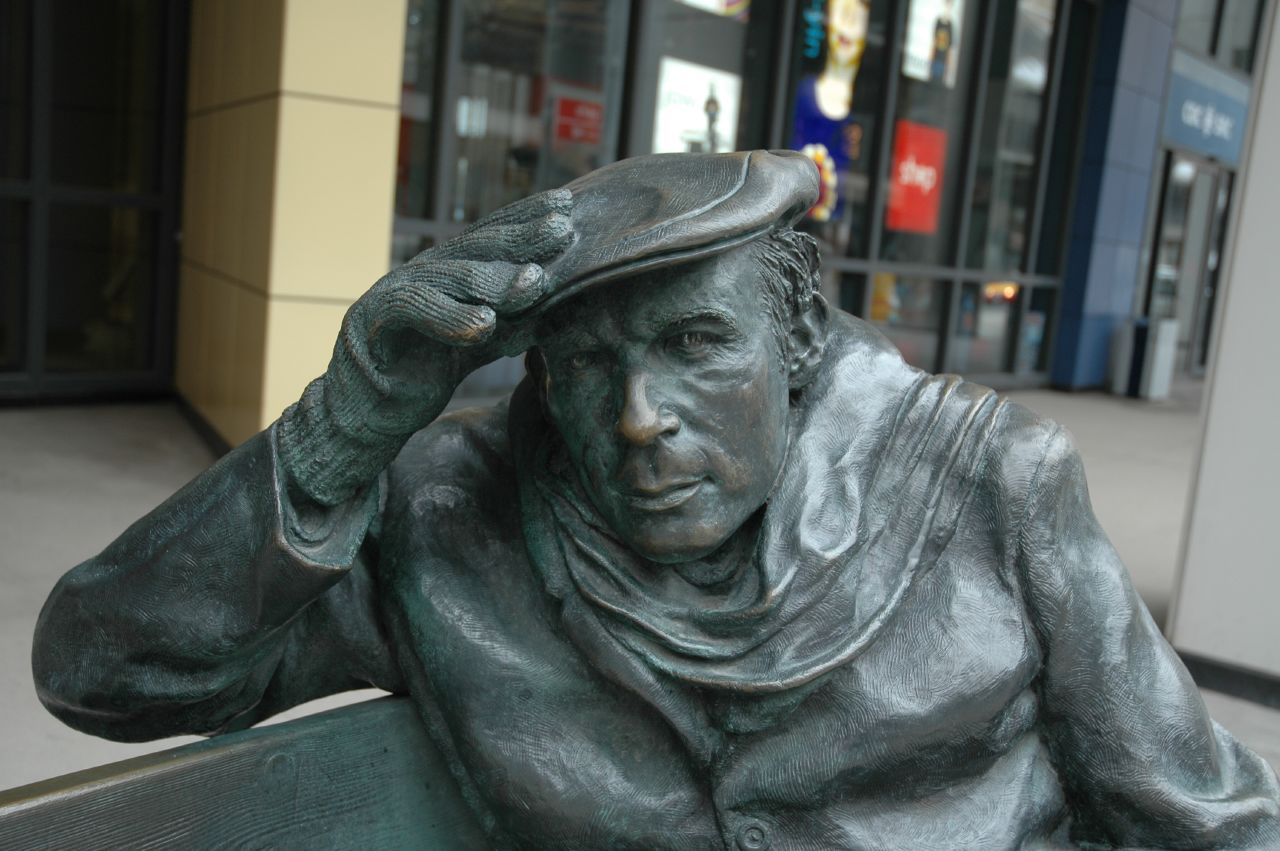
Statue de Glenn Gould devant le building CBC à Toronto.

Le 27 septembre 1982, après avoir ressenti de forts maux de tête, Glenn Gould est victime d'un accident vasculaire cérébral,, qui paralyse le côté gauche de son corps. Il est hospitalisé à l'hôpital général de Toronto, où son état se détériore rapidement. Le 4 octobre 1982, alors que les preuves cliniques attestent que Gould est cérébralement mort, son père demande que l'on débranche les appareils le maintenant artificiellement en vie[réf. souhaitée].
Glenn Gould repose aux côtés de ses parents au cimetière Mount Pleasant de Toronto,. Les premières mesures des Variations Goldberg sont gravées sur la pierre tombale. Le personnel du cimetière est souvent sollicité par ses admirateurs afin de localiser sa tombe.

## Style et répertoire

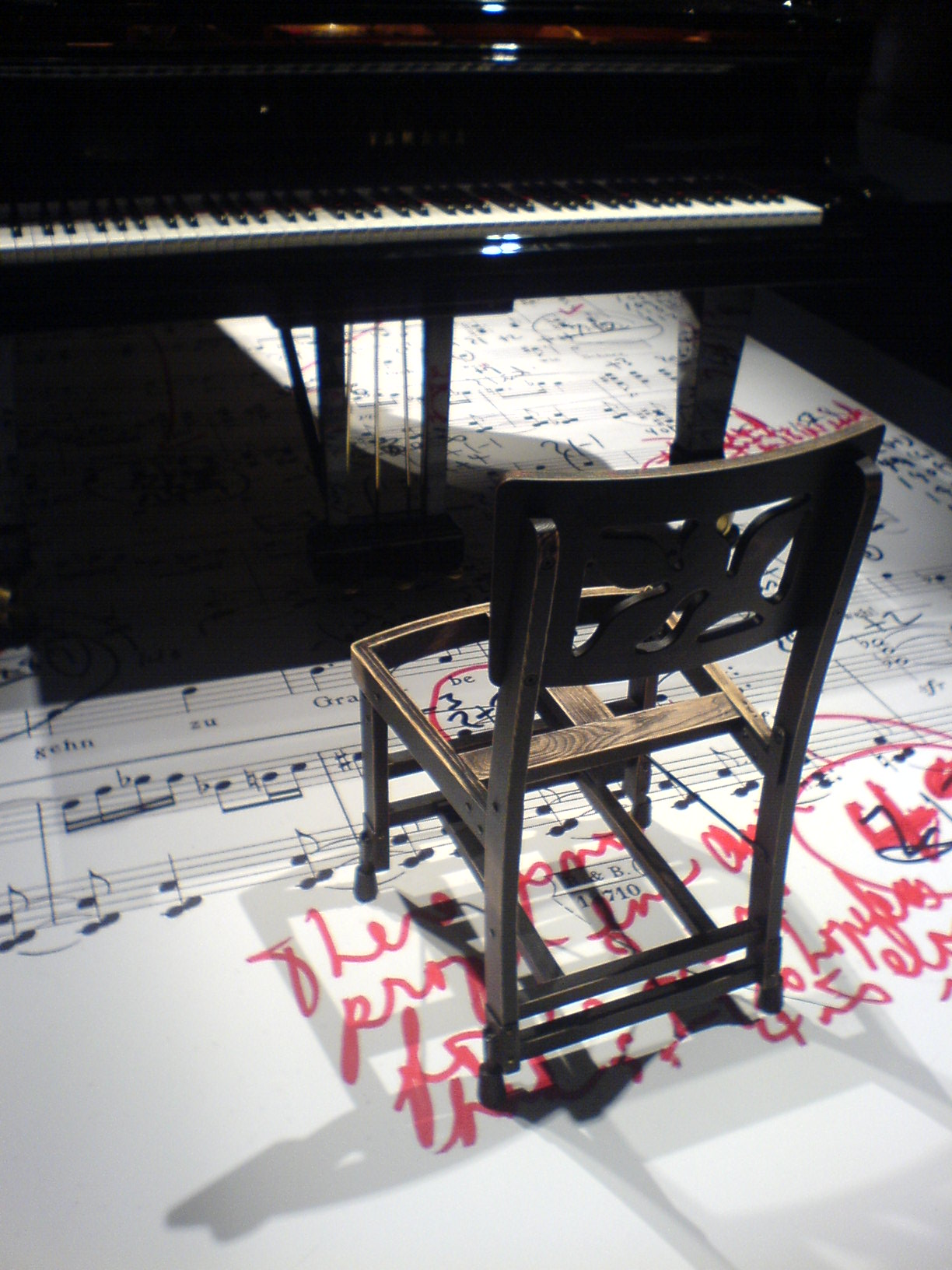
Une réplique de la chaise, avec des pieds à hauteur variable, qui accompagna Gould toute sa vie durant.

Glenn Gould a peu joué les romantiques — jugés trop hédonistes — et la musique impressionniste, pour se concentrer essentiellement sur la musique baroque, classique, le dernier romantisme et la musique austro-allemande du début du XXe siècle, avec quelques remarquables incursions dans la musique des virginalistes anglais et la musique canadienne contemporaine. Si Glenn Gould aimait peu Chopin, ainsi que les dernières œuvres de Mozart (« Mort trop tard », selon lui), il admirait en revanche la chanteuse britannique Petula Clark, à laquelle il consacra un article élogieux en 1964. Ces options sont liées à sa conception musicale dont il considère que l'essence se trouve dans le contrepoint.
Il acquiert sa réputation internationale grâce aux interprétations très originales des œuvres de Bach. Son jeu pratiquement dépourvu de legato, presque sans pédale, combiné aux réglages millimétrés de son piano fétiche, tendu à l'extrême pour gagner encore en rapidité, sont sa propre marque. Gould a particulièrement excellé dans l'interprétation des Variations Goldberg dont il a su mettre en valeur la dynamique, la vivacité, la profondeur de l'articulation logique des thèmes, qui fut à l'origine de sa renommée internationale et dont le toucher était si différent qu'il en était immédiatement reconnaissable entre tous (hormis son chantonnement célèbre et les craquements de son tabouret), et également beaucoup critiqué par certains. À cela s'ajoutaient une personnalité et une excentricité peu ordinaires. Le tout éclipsant, auprès du grand public, l'influence qu'a eue Rosalyn Tureck de 18 ans son aînée,,,,.
Marc Vignal résume d'un trait, l'homme : « Son très grand talent n’a d'égal que son caractère excentrique, qui se manifeste aussi bien dans son comportement personnel que dans ses interprétations. » Notamment, au concert ou au disque, il chantonnait souvent en jouant, ce qui est perceptible sur certains enregistrements, comme dans son interprétation du Clavier bien tempéré ou des Variations Goldberg et particulièrement dans les films de Monsaingeon dans lesquels, outre son contre-chant vocal, il accompagne celui-ci de gestes de direction d'un orchestre imaginaire. Cela créait des difficultés pour les ingénieurs du son. Sa position au piano était très particulière : assis très bas, il se penchait très en avant vers son clavier, le visage au niveau des touches. Cela tenait à l'utilisation d'une seule et unique chaise pliante dont il avait scié les pieds et qui était ainsi bien plus basse qu'une banquette de piano. Cette chaise l'accompagnera sa vie durant. Même lorsqu’elle fut dans un état de délabrement total, il l'emporta partout où il devait jouer. Devenus les symboles de Glenn Gould, la chaise et le piano Steinway CD318 sont conservés et exposés de manière permanente depuis juin 2012 au Centre national des Arts d'Ottawa.
Dans ses comportements extra-musicaux on note que, quelle que fût la température, il portait toujours de nombreuses couches de vêtements et, très souvent, des couvre-chefs et des gants.

## Instruments

### Pianos utilisés: Chickering, Steinway & Sons et Yamaha
Tout au long de sa carrière, Glenn Gould a recherché des instruments et des réglages lui permettant d'obtenir une sonorité particulière. Il souhaitait notamment disposer de pianos dont la sonorité s'approche de celle des clavecins. Il recherchait donc des instruments aux sons clairs.
Pendant longtemps, Glenn Gould entretient une relation particulière avec le piano de sa jeunesse, un Chickering de 1895. Quatre années après l'avoir découvert chez un ami, il l'achète en 1957 et le conserve pour jouer chez lui. Toutefois, l'instrument est trop petit et n'a pas les qualités acoustiques suffisantes pour pouvoir être joué en concert ou enregistrement.
C'est ainsi que Glenn Gould entame sa collaboration avec Steinway & Sons. En 1955, il opte d'abord pour le modèle D CD-174 qui lui est proposé par la marque. Réglé selon les volontés de Gould, l'instrument lui convient bien et approche la sonorité et la mécanique souhaitées par le pianiste. Parfois, Glenn Gould utilise également les CD-90 et CD-205 mais trouve ces deux instruments trop rigides et percussifs. Malheureusement pour le pianiste canadien, le CD-174 tombe et est irrémédiablement endommagé,.
En 1960, Glenn Gould est en quête d'un nouveau piano et retrouve par hasard à l'auditorium Eaton le Steinway CD-318, un instrument sur lequel il avait joué en 1946 pour un concert avec l'orchestre symphonique de Toronto,. Il apprécie rapidement le piano et en fait son instrument pour les années suivantes,,,. Toutefois, le CD-318 tombe lors d'un transport en 1971, ce qui occasionne d'importants dégâts à l'instrument,.
Malgré les réparations menées à l'atelier Steinway & Sons sous la supervision de Franz Mohr et les tentatives de réglages de l'accordeur Verne Edquist, le son du Steinway CD-318 ne convient plus au pianiste,. Constatant ces difficultés, l'entreprise new yorkaise souhaite mettre fin au contrat de location de l’instrument. Glenn Gould décide alors d'acheter le piano en 1973 et le confie à Edquist pour tenter de trouver un réglage satisfaisant. Toutefois, l'accordeur canadien ne parvient pas à retrouver la sonorité attendue,.
Délaissant le CD-318 pour ses enregistrements, Glenn Gould se tourne vers les instruments Yamaha. Il réalise notamment ses derniers enregistrements sur des modèles C9 et CFII de l'entreprise nippone,.

### Collaboration avec Verne Edquist
À la fin des années 1950, Glenn Gould et son entourage contacte l'accordeur Verne Edquist pour assurer les réglages des pianos du musicien. Toutefois, devant la réputation d'exigence extrême du pianiste, Verne Edquist décline plusieurs fois la proposition. Ce n'est qu'à partir de 1962 et en partie sur l'insistance de l'atelier Steinway & Sons qu'il accepte de travailler avec Gould,.
S'ensuit une longue collaboration entre les deux hommes pendant les vingt années suivantes durant lesquelles Edquist devient l'accordeur principal de Glenn Gould. Toutefois, après la chute du Steinway CD-318 et l'impossibilité d'obtenir à nouveau la même sonorité de ce piano, l'évolution de Glenn Gould vers les instruments Yamaha n'est pas suivie par Verne Edquist. Les rapports professionnels entre les deux se distendent, bien que Verne Edquist ait continué à travailler sur le CD-318 que possède le pianiste,.

## Théorie sur son comportement atypique
Selon l'étude posthume du psychiatre américain Peter Ostwald reprise par S. Timothy Maloney, directeur de la division de la musique de la Bibliothèque nationale du Canada, Glenn Gould aurait été sujet à une forme de trouble du spectre de l'autisme dénommé, jusqu'en 2010, syndrome d'Asperger.
Voici les points avancés par Peter Ostwald dans son étude :
- la disproportion des sens : hypersensibilité de l'ouïe, de la vue et du toucher doublée d'une insensibilité du goût et de l'odorat ;
- attitude physique et répétition de gestes, typique de ce comportement ;
- routines vestimentaire, alimentaire et répétition de codes, de rituels tout au long de sa vie. Il regardait quarante fois le même film ou écoutait une suite de musiques pendant des mois. Par exemple, il trempait toujours ses bras dans l'eau très chaude avant un concert, et refusait l'idée même de se séparer de sa chaise pliante sciée. Il mangeait le même repas (œuf brouillé, pain grillé, salade et biscuit) chaque jour ;
- hypocondrie ;
- comportement social très difficile, et refus de l'interaction humaine au point de préférer la compagnie des animaux ;
- manque de discernement (on a parlé à son sujet de manque de courtoisie) ;
- incroyable faculté mémorielle « lui permettant de se souvenir de quantités impressionnantes de partitions musicales et de créer à volonté des transcriptions pour piano d’œuvres d’opéras et d’orchestres »[33].

D'autres psychiatres sont d'accord avec cette thèse selon laquelle Gould aurait probablement été Asperger, ainsi que son assistant personnel, Ray Roberts.
Cependant, cette thèse n'est pas confirmée par d'autres auteurs tels que Kevin Bazzana, le biographe de Glenn Gould, ni par les psychiatres Helen Mesaros et Joseph Stephens qui pensent que son comportement excentrique peut avoir des explications psychologiques ou être apparenté à une névrose. Le psychanalyste Jean-Claude Maleval considère que Gould présenta de nombreux traits paranoïaques qui orientent vers l'hypothèse de la psychose ordinaire.  « Celle-ci, écrit-il, se trouve confirmée par plusieurs phénomènes élémentaires, prenant la forme d’épisodes paranoïdes, ainsi que par la permanence d'un rapport à un Autre malveillant. Il parvint à s’en protéger par un évitement des relations sociales. Cependant Gould ne fut jamais hospitalisé et son fonctionnement resta toujours compatible avec une vie professionnelle accomplie ». Son intense investissement de la musique constitua une suppléance lui permettant de contenir ses troubles.

## Distinctions et hommages

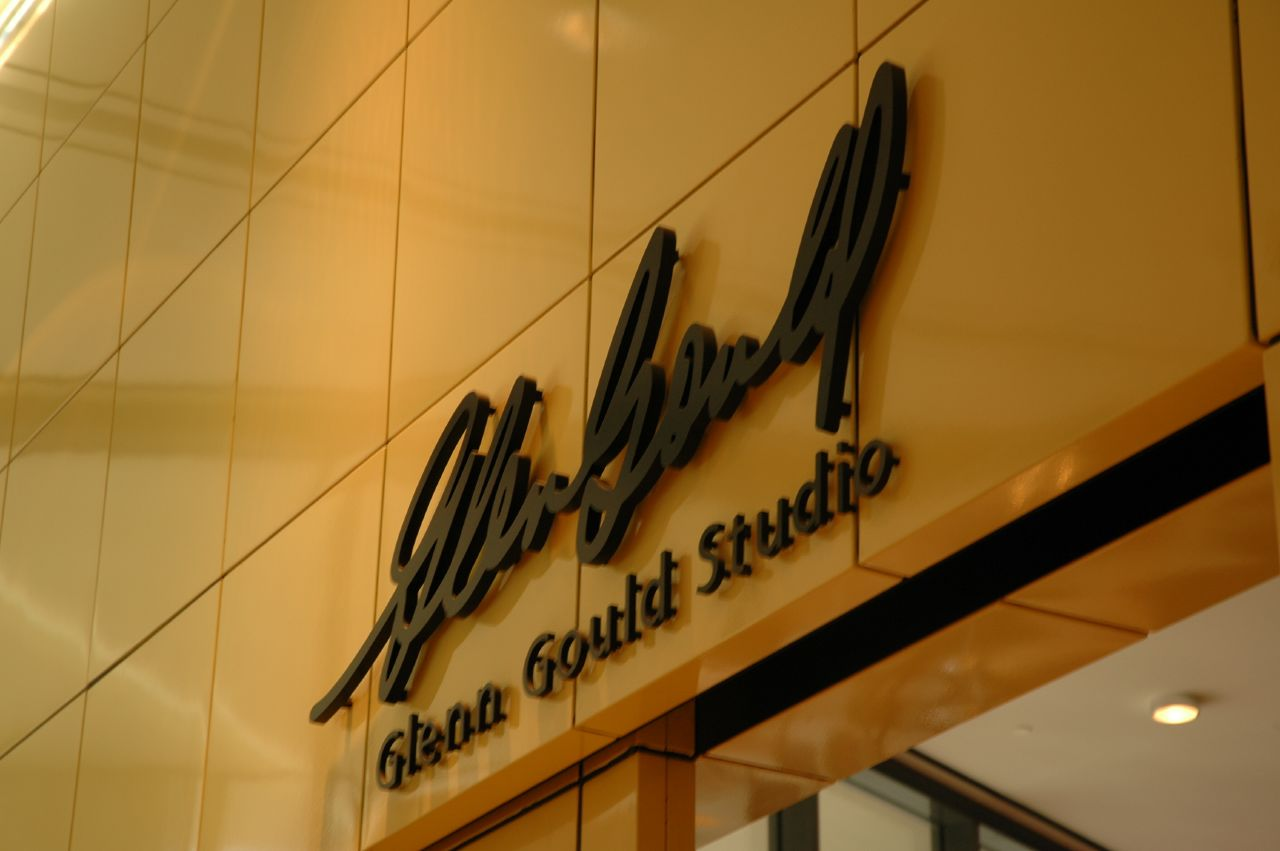
L'entrée du studio Glenn Gould, dans les bâtiments de la CBC.

- En 1977, le Voyager Golden Record est embarqué à bord des deux sondes spatiales lancées au cours du Programme Voyager, il contient en particulier un enregistrement du Prélude et fugue no 1 en do, du Clavier bien tempéré (Livre 2) BWV 870 de J. S.Bach interprété par Glenn Gould[51].
- En 1981, Gould reçoit la Médaille du Conseil canadien de la musique.
- Depuis sa disparition en 1982, la fascination durable[52] pour la figure de Glenn Gould a inspiré de nombreuses entreprises, hommages ou publications littéraires et commerciales. La Fondation Glenn Gould, est créée en 1983 à Toronto[53].
- Les archives Glenn Gould sont déposées à la Bibliothèque nationale du Canada, à Ottawa.
- En 1991 Maurane, dans son album Ami ou ennemi, lui consacre une chanson intitulée Sur un prélude de Bach où sur la musique du Prélude et fugue en ut majeur, BWV 846 du Clavier bien tempéré de Bach Jean-Claude Vannier  met des paroles dont les vers « Lorsque j'entends ce prélude de Bach Par Glenn Gould, ma raison s'envole… » reviennent en refrain.
- En 1998, l'astéroïde (29565) Glenngould a été nommé en son honneur[54].
- En 2011 Gidon Kremer et sa Kremerata Baltica a consacré un disque intitulé The art of instrumentation - Homage To Glenn Gould chez Nonesuch[55], comportant plusieurs arrangements d'œuvres de Bach, de divers compositeurs.
- En 2015 Nicolas Godin (du groupe de musique électronique français AIR) a composé un disque intitulé Contrepoint en hommage à Glenn Gould[56],[57].
- En 2022, Ivan Calbérac crée la pièce de théâtre Glenn, naissance d'un prodige, sur la vie de Glenn Gould. La pièce est couronnée par deux Molières en 2023 (révélation féminine pour Lison Pennec, révélation masculine pour Thomas Gendronneau).

### Prix Glenn Gould

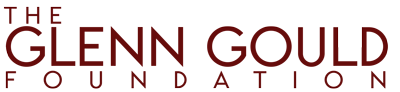
Logo de la Fondation Glenn Gould.

Un prix Glenn-Gould est décerné tous les deux ans pour des œuvres liées à la musique et la communication, par la Fondation Glenn Gould.

### Compositions

Signature de Glenn Gould.